# Akihiro Koike
Akihiro Koike (japanisch 小池 晃広 Koike Akihiro; * 17. November 1998 in Nagoya, Präfektur Aichi) ist ein japanischer Fußballspieler.

## Karriere
Akihiro Koike erlernte das Fußballspielen in der Universitätsmannschaft der Dōshisha-Universität. Seinen ersten Vertrag unterschrieb er in Litauen beim FC Džiugas Telšiai. Der Verein aus Telšiai spielte in der ersten Liga des Landes, der A lyga. Für den Erstligisten bestritt er 17 Ligaspiele. Am 18. Dezember 2021 zog es ihn nach Thailand, wo er einen Vertrag beim Drittligisten Pattani FC unterschrieb. Mit dem Verein aus Pattani spielte er in der Southern Region der Liga. Zu Beginn der Saison 2022/23 wechselte er im August 2022 zum ebenfalls in der dritten Liga spielenden Udon United FC. Mit dem Klub aus Udon Thani spielte er sechsmal in der North/Eastern Region. Im Februar 2023 zog es ihn nach Litauen. Hier schloss er sich dem Zweitligisten FK Atmosfera aus Mažeikiai an.

## Sonstiges
Akihiro Koike ist der Bruder von Yudai Koike.